# Tour de l'Alentejo 2017
La 35e édition du Tour de l'Alentejo a eu lieu du 22 au 26 février 2017. La course fait partie du calendrier UCI Europe Tour 2017 en catégorie 2.1.

## Présentation

### Équipes
Dix-neuf équipes participent à ce Tour de l'Alentejo - une WorldTeams, cinq équipes continentales professionnelles et treize équipes continentales :
| WorldTeam- Movistar Team Équipes continentales professionnelles (5)- Caja Rural-Seguros RGA - Israel Cycling Academy - Manzana Postobón - Gazprom-RusVelo - CCC Sprandi Polkowice Équipes continentales (13)- Sporting-Tavira - RP-Boavista - LA Alumínios-Metalusa-BlackJack - Efapel - Louletano-Hospital de Loulé - W52-FC Porto - Euskadi Basque Country-Murias - Axeon-Hagens Berman - Sparebanken Sør - Rally Cycling - An Post-ChainReaction - Metec-TKH-Mantel - Coop |
| |

## Étapes
| Étape     | Date    | Villes étapes                | type                      | Distance (km) | Vainqueur d'étape | Leader du classement général |
| --------- | ------- | ---------------------------- | ------------------------- | ------------- | ----------------- | ---------------------------- |
| 1re étape | 22 fév. | Portalegre – Castelo de Vide | étape de moyenne montagne | 158           | Rinaldo Nocentini | Rinaldo Nocentini            |
| 2e étape  | 23 fév. | Monforte – Portel            | étape vallonnée           | 171,3         | Johim Ariesen     | Carlos Barbero               |
| 3e étape  | 24 fév. | Mourão – Mértola             | étape de plaine           | 208,8         | Sebastián Molano  | Carlos Barbero               |
| 4e étape  | 25 fév. | Alcácer do Sal – Odemira     | étape de plaine           | 175,8         | Logan Owen        | Carlos Barbero               |
| 5e étape  | 26 fév. | Ferreira do Alentejo – Évora | étape vallonnée           | 168,9         | Sebastián Molano  | Carlos Barbero               |

## Déroulement de la course

### 1reétape
| \| Classement de l'étape \| Classement de l'étape \| Classement de l'étape \| Classement de l'étape \| Classement de l'étape \| \| Coureur \| Coureur \| Pays \| Équipe \| Temps \| \| --------------------- \| --------------------- \| --------------------- \| ------------------------------- \| --------------------- \| \| 1er \| Rinaldo Nocentini \| Italie \| Sporting-Tavira \| 4 h 04 min 09 s \| \| 2e \| Eduard Prades \| Espagne \| Caja Rural-Seguros RGA \| + 0 s \| \| 3e \| Carlos Barbero \| Espagne \| Movistar Team \| + 0 s \| \| 4e \| David de la Fuente \| Espagne \| Louletano-Hospital de Loulé \| + 0 s \| \| 5e \| Jan Tratnik \| Slovénie \| CCC Sprandi Polkowice \| + 0 s \| \| 6e \| Edgar Pinto \| Portugal \| LA Aluminios-Metalusa-BlackJack \| + 0 s \| \| 7e \| Jasper de Laat \| Pays-Bas \| Metec-TKH-Mantel \| + 0 s \| \| 8e \| Andrey Amador \| Costa Rica \| Movistar Team \| + 0 s \| \| 9e \| Jetse Bol \| Pays-Bas \| Manzana Postobón \| + 0 s \| \| 10e \| Krister Hagen \| Norvège \| Team Coop \| + 0 s \| |                    |            |                                 |                 |
| |                    |            |                                 |                 |
| |                    |            |                                 |                 |
| Classement de l'étape |                    |            |                                 |                 |
| Coureur | Coureur            | Pays       | Équipe                          | Temps           |
| 1er | Rinaldo Nocentini  | Italie     | Sporting-Tavira                 | 4 h 04 min 09 s |
| 2e | Eduard Prades      | Espagne    | Caja Rural-Seguros RGA          | + 0 s           |
| 3e | Carlos Barbero     | Espagne    | Movistar Team                   | + 0 s           |
| 4e | David de la Fuente | Espagne    | Louletano-Hospital de Loulé     | + 0 s           |
| 5e | Jan Tratnik        | Slovénie   | CCC Sprandi Polkowice           | + 0 s           |
| 6e | Edgar Pinto        | Portugal   | LA Aluminios-Metalusa-BlackJack | + 0 s           |
| 7e | Jasper de Laat     | Pays-Bas   | Metec-TKH-Mantel                | + 0 s           |
| 8e | Andrey Amador      | Costa Rica | Movistar Team                   | + 0 s           |
| 9e | Jetse Bol          | Pays-Bas   | Manzana Postobón                | + 0 s           |
| 10e | Krister Hagen      | Norvège    | Team Coop                       | + 0 s           |

| \| Classement général \| Classement général \| Classement général \| Classement général \| Classement général \| \| Coureur \| Coureur \| Pays \| Équipe \| Temps \| \| ------------------ \| ------------------ \| ------------------ \| ------------------------------- \| ------------------ \| \| 1er \| Rinaldo Nocentini \| Italie \| Sporting-Tavira \| 4 h 03 min 59 s \| \| 2e \| Eduard Prades \| Espagne \| Caja Rural-Seguros RGA \| + 4 s \| \| 3e \| Carlos Barbero \| Espagne \| Movistar Team \| + 6 s \| \| 4e \| David de la Fuente \| Espagne \| Louletano-Hospital de Loulé \| + 10 s \| \| 5e \| Jan Tratnik \| Slovénie \| CCC Sprandi Polkowice \| + 10 s \| \| 6e \| Edgar Pinto \| Portugal \| LA Aluminios-Metalusa-BlackJack \| + 10 s \| \| 7e \| Jasper de Laat \| Pays-Bas \| Metec-TKH-Mantel \| + 10 s \| \| 8e \| Andrey Amador \| Costa Rica \| Movistar Team \| + 10 s \| \| 9e \| Jetse Bol \| Pays-Bas \| Manzana Postobón \| + 10 s \| \| 10e \| Krister Hagen \| Norvège \| Team Coop \| + 10 s \| |                    |            |                                 |                 |
| |                    |            |                                 |                 |
| |                    |            |                                 |                 |
| Classement général |                    |            |                                 |                 |
| Coureur | Coureur            | Pays       | Équipe                          | Temps           |
| 1er | Rinaldo Nocentini  | Italie     | Sporting-Tavira                 | 4 h 03 min 59 s |
| 2e | Eduard Prades      | Espagne    | Caja Rural-Seguros RGA          | + 4 s           |
| 3e | Carlos Barbero     | Espagne    | Movistar Team                   | + 6 s           |
| 4e | David de la Fuente | Espagne    | Louletano-Hospital de Loulé     | + 10 s          |
| 5e | Jan Tratnik        | Slovénie   | CCC Sprandi Polkowice           | + 10 s          |
| 6e | Edgar Pinto        | Portugal   | LA Aluminios-Metalusa-BlackJack | + 10 s          |
| 7e | Jasper de Laat     | Pays-Bas   | Metec-TKH-Mantel                | + 10 s          |
| 8e | Andrey Amador      | Costa Rica | Movistar Team                   | + 10 s          |
| 9e | Jetse Bol          | Pays-Bas   | Manzana Postobón                | + 10 s          |
| 10e | Krister Hagen      | Norvège    | Team Coop                       | + 10 s          |

### 2eétape
| \| Classement de l'étape \| Classement de l'étape \| Classement de l'étape \| Classement de l'étape \| Classement de l'étape \| \| Coureur \| Coureur \| Pays \| Équipe \| Temps \| \| --------------------- \| --------------------- \| --------------------- \| ----------------------------- \| --------------------- \| \| 1er \| Johim Ariesen \| Pays-Bas \| Metec-TKH-Mantel \| 3 h 50 min 22 s \| \| 2e \| Carlos Barbero \| Espagne \| Movistar Team \| + 0 s \| \| 3e \| Colin Joyce \| États-Unis \| Rally Cycling \| + 0 s \| \| 4e \| Jan Tratnik \| Slovénie \| CCC Sprandi Polkowice \| + 0 s \| \| 5e \| Christopher Lawless \| Royaume-Uni \| Axeon-Hagens Berman \| + 0 s \| \| 6e \| Ivo Oliveira \| Portugal \| Axeon-Hagens Berman \| + 0 s \| \| 7e \| Roman Maikin \| Russie \| Gazprom-RusVelo \| + 0 s \| \| 8e \| Sebastián Molano \| Colombie \| Manzana Postobón \| + 0 s \| \| 9e \| Luís Mendonça \| Portugal \| Louletano-Hospital de Loulé \| + 0 s \| \| 10e \| Julen Irizar \| Espagne \| Euskadi Basque Country-Murias \| + 0 s \| |                     |             |                               |                 |
| |                     |             |                               |                 |
| |                     |             |                               |                 |
| Classement de l'étape |                     |             |                               |                 |
| Coureur | Coureur             | Pays        | Équipe                        | Temps           |
| 1er | Johim Ariesen       | Pays-Bas    | Metec-TKH-Mantel              | 3 h 50 min 22 s |
| 2e | Carlos Barbero      | Espagne     | Movistar Team                 | + 0 s           |
| 3e | Colin Joyce         | États-Unis  | Rally Cycling                 | + 0 s           |
| 4e | Jan Tratnik         | Slovénie    | CCC Sprandi Polkowice         | + 0 s           |
| 5e | Christopher Lawless | Royaume-Uni | Axeon-Hagens Berman           | + 0 s           |
| 6e | Ivo Oliveira        | Portugal    | Axeon-Hagens Berman           | + 0 s           |
| 7e | Roman Maikin        | Russie      | Gazprom-RusVelo               | + 0 s           |
| 8e | Sebastián Molano    | Colombie    | Manzana Postobón              | + 0 s           |
| 9e | Luís Mendonça       | Portugal    | Louletano-Hospital de Loulé   | + 0 s           |
| 10e | Julen Irizar        | Espagne     | Euskadi Basque Country-Murias | + 0 s           |

| \| Classement général \| Classement général \| Classement général \| Classement général \| Classement général \| \| Coureur \| Coureur \| Pays \| Équipe \| Temps \| \| ------------------ \| ------------------ \| ------------------ \| ------------------------------- \| ------------------ \| \| 1er \| Carlos Barbero \| Espagne \| Movistar Team \| 7 h 54 min 18 s \| \| 2e \| Rinaldo Nocentini \| Italie \| Sporting-Tavira \| + 3 s \| \| 3e \| Eduard Prades \| Espagne \| Caja Rural-Seguros RGA \| + 7 s \| \| 4e \| Krister Hagen \| Norvège \| Team Coop \| + 10 s \| \| 5e \| Eddie Dunbar \| Irlande \| Axeon-Hagens Berman \| + 11 s \| \| 6e \| Daniel Mestre \| Portugal \| Efapel \| + 11 s \| \| 7e \| Rafael Silva \| Portugal \| Efapel \| + 12 s \| \| 8e \| Jan Tratnik \| Slovénie \| CCC Sprandi Polkowice \| + 13 s \| \| 9e \| Edgar Pinto \| Portugal \| LA Aluminios-Metalusa-BlackJack \| + 13 s \| \| 10e \| David de la Fuente \| Espagne \| Louletano-Hospital de Loulé \| + 13 s \| |                    |          |                                 |                 |
| |                    |          |                                 |                 |
| |                    |          |                                 |                 |
| Classement général |                    |          |                                 |                 |
| Coureur | Coureur            | Pays     | Équipe                          | Temps           |
| 1er | Carlos Barbero     | Espagne  | Movistar Team                   | 7 h 54 min 18 s |
| 2e | Rinaldo Nocentini  | Italie   | Sporting-Tavira                 | + 3 s           |
| 3e | Eduard Prades      | Espagne  | Caja Rural-Seguros RGA          | + 7 s           |
| 4e | Krister Hagen      | Norvège  | Team Coop                       | + 10 s          |
| 5e | Eddie Dunbar       | Irlande  | Axeon-Hagens Berman             | + 11 s          |
| 6e | Daniel Mestre      | Portugal | Efapel                          | + 11 s          |
| 7e | Rafael Silva       | Portugal | Efapel                          | + 12 s          |
| 8e | Jan Tratnik        | Slovénie | CCC Sprandi Polkowice           | + 13 s          |
| 9e | Edgar Pinto        | Portugal | LA Aluminios-Metalusa-BlackJack | + 13 s          |
| 10e | David de la Fuente | Espagne  | Louletano-Hospital de Loulé     | + 13 s          |

### 3eétape
| \| Classement de l'étape \| Classement de l'étape \| Classement de l'étape \| Classement de l'étape \| Classement de l'étape \| \| Coureur \| Coureur \| Pays \| Équipe \| Temps \| \| --------------------- \| ------------------------ \| --------------------- \| --------------------------- \| --------------------- \| \| 1er \| Sebastián Molano \| Colombie \| Manzana Postobón \| 4 h 29 min 16 s \| \| 2e \| Christopher Lawless \| Royaume-Uni \| Axeon-Hagens Berman \| + 0 s \| \| 3e \| Carlos Barbero \| Espagne \| Movistar Team \| + 2 s \| \| 4e \| Johim Ariesen \| Pays-Bas \| Metec-TKH-Mantel \| + 2 s \| \| 5e \| Rinaldo Nocentini \| Italie \| Sporting-Tavira \| + 2 s \| \| 6e \| Luís Mendonça \| Portugal \| Louletano-Hospital de Loulé \| + 2 s \| \| 7e \| Przemysław Kasperkiewicz \| Pologne \| An Post-ChainReaction \| + 2 s \| \| 8e \| Evgeny Shalunov \| Russie \| Gazprom-RusVelo \| + 2 s \| \| 9e \| Jasper de Laat \| Pays-Bas \| Metec-TKH-Mantel \| + 2 s \| \| 10e \| Rafael Silva \| Portugal \| Efapel \| + 2 s \| |                          |             |                             |                 |
| |                          |             |                             |                 |
| |                          |             |                             |                 |
| Classement de l'étape |                          |             |                             |                 |
| Coureur | Coureur                  | Pays        | Équipe                      | Temps           |
| 1er | Sebastián Molano         | Colombie    | Manzana Postobón            | 4 h 29 min 16 s |
| 2e | Christopher Lawless      | Royaume-Uni | Axeon-Hagens Berman         | + 0 s           |
| 3e | Carlos Barbero           | Espagne     | Movistar Team               | + 2 s           |
| 4e | Johim Ariesen            | Pays-Bas    | Metec-TKH-Mantel            | + 2 s           |
| 5e | Rinaldo Nocentini        | Italie      | Sporting-Tavira             | + 2 s           |
| 6e | Luís Mendonça            | Portugal    | Louletano-Hospital de Loulé | + 2 s           |
| 7e | Przemysław Kasperkiewicz | Pologne     | An Post-ChainReaction       | + 2 s           |
| 8e | Evgeny Shalunov          | Russie      | Gazprom-RusVelo             | + 2 s           |
| 9e | Jasper de Laat           | Pays-Bas    | Metec-TKH-Mantel            | + 2 s           |
| 10e | Rafael Silva             | Portugal    | Efapel                      | + 2 s           |

| \| Classement général \| Classement général \| Classement général \| Classement général \| Classement général \| \| Coureur \| Coureur \| Pays \| Équipe \| Temps \| \| ------------------ \| ------------------ \| ------------------ \| ------------------------------- \| ------------------ \| \| 1er \| Carlos Barbero \| Espagne \| Movistar Team \| 12 h 23 min 26 s \| \| 2e \| Rinaldo Nocentini \| Italie \| Sporting-Tavira \| + 12 s \| \| 3e \| Daniel Mestre \| Portugal \| Efapel \| + 19 s \| \| 4e \| Krister Hagen \| Norvège \| Team Coop \| + 20 s \| \| 5e \| Jasper de Laat \| Pays-Bas \| Metec-TKH-Mantel \| + 21 s \| \| 6e \| Eddie Dunbar \| Irlande \| Axeon-Hagens Berman \| + 21 s \| \| 7e \| Rafael Silva \| Portugal \| Efapel \| + 22 s \| \| 8e \| Edgar Pinto \| Portugal \| LA Aluminios-Metalusa-BlackJack \| + 23 s \| \| 9e \| Jan Tratnik \| Slovénie \| CCC Sprandi Polkowice \| + 23 s \| \| 10e \| Garikoitz Bravo \| Espagne \| Euskadi Basque Country-Murias \| + 23 s \| |                   |          |                                 |                  |
| |                   |          |                                 |                  |
| |                   |          |                                 |                  |
| Classement général |                   |          |                                 |                  |
| Coureur | Coureur           | Pays     | Équipe                          | Temps            |
| 1er | Carlos Barbero    | Espagne  | Movistar Team                   | 12 h 23 min 26 s |
| 2e | Rinaldo Nocentini | Italie   | Sporting-Tavira                 | + 12 s           |
| 3e | Daniel Mestre     | Portugal | Efapel                          | + 19 s           |
| 4e | Krister Hagen     | Norvège  | Team Coop                       | + 20 s           |
| 5e | Jasper de Laat    | Pays-Bas | Metec-TKH-Mantel                | + 21 s           |
| 6e | Eddie Dunbar      | Irlande  | Axeon-Hagens Berman             | + 21 s           |
| 7e | Rafael Silva      | Portugal | Efapel                          | + 22 s           |
| 8e | Edgar Pinto       | Portugal | LA Aluminios-Metalusa-BlackJack | + 23 s           |
| 9e | Jan Tratnik       | Slovénie | CCC Sprandi Polkowice           | + 23 s           |
| 10e | Garikoitz Bravo   | Espagne  | Euskadi Basque Country-Murias   | + 23 s           |

### 4eétape
| \| Classement de l'étape \| Classement de l'étape \| Classement de l'étape \| Classement de l'étape \| Classement de l'étape \| \| Coureur \| Coureur \| Pays \| Équipe \| Temps \| \| --------------------- \| --------------------- \| --------------------- \| ------------------------------- \| --------------------- \| \| 1er \| Logan Owen \| États-Unis \| Axeon-Hagens Berman \| 3 h 58 min 53 s \| \| 2e \| Carlos Barbero \| Espagne \| Movistar Team \| + 0 s \| \| 3e \| Jasper de Laat \| Pays-Bas \| Metec-TKH-Mantel \| + 0 s \| \| 4e \| Eddie Dunbar \| Irlande \| Axeon-Hagens Berman \| + 0 s \| \| 5e \| Rinaldo Nocentini \| Italie \| Sporting-Tavira \| + 0 s \| \| 6e \| Edgar Pinto \| Portugal \| LA Aluminios-Metalusa-BlackJack \| + 0 s \| \| 7e \| Jan Tratnik \| Slovénie \| CCC Sprandi Polkowice \| + 0 s \| \| 8e \| Evgeny Shalunov \| Russie \| Gazprom-RusVelo \| + 0 s \| \| 9e \| Adrien Costa \| États-Unis \| Axeon-Hagens Berman \| + 0 s \| \| 10e \| Garikoitz Bravo \| Espagne \| Euskadi Basque Country-Murias \| + 0 s \| |                   |            |                                 |                 |
| |                   |            |                                 |                 |
| |                   |            |                                 |                 |
| Classement de l'étape |                   |            |                                 |                 |
| Coureur | Coureur           | Pays       | Équipe                          | Temps           |
| 1er | Logan Owen        | États-Unis | Axeon-Hagens Berman             | 3 h 58 min 53 s |
| 2e | Carlos Barbero    | Espagne    | Movistar Team                   | + 0 s           |
| 3e | Jasper de Laat    | Pays-Bas   | Metec-TKH-Mantel                | + 0 s           |
| 4e | Eddie Dunbar      | Irlande    | Axeon-Hagens Berman             | + 0 s           |
| 5e | Rinaldo Nocentini | Italie     | Sporting-Tavira                 | + 0 s           |
| 6e | Edgar Pinto       | Portugal   | LA Aluminios-Metalusa-BlackJack | + 0 s           |
| 7e | Jan Tratnik       | Slovénie   | CCC Sprandi Polkowice           | + 0 s           |
| 8e | Evgeny Shalunov   | Russie     | Gazprom-RusVelo                 | + 0 s           |
| 9e | Adrien Costa      | États-Unis | Axeon-Hagens Berman             | + 0 s           |
| 10e | Garikoitz Bravo   | Espagne    | Euskadi Basque Country-Murias   | + 0 s           |

| \| Classement général \| Classement général \| Classement général \| Classement général \| Classement général \| \| Coureur \| Coureur \| Pays \| Équipe \| Temps \| \| ------------------ \| ------------------ \| ------------------ \| ------------------------------- \| ------------------ \| \| 1er \| Carlos Barbero \| Espagne \| Movistar Team \| 16 h 22 min 13 s \| \| 2e \| Rinaldo Nocentini \| Italie \| Sporting-Tavira \| + 17 s \| \| 3e \| Jasper de Laat \| Pays-Bas \| Metec-TKH-Mantel \| + 23 s \| \| 4e \| Krister Hagen \| Norvège \| Team Coop \| + 26 s \| \| 5e \| Eddie Dunbar \| Irlande \| Axeon-Hagens Berman \| + 27 s \| \| 6e \| Edgar Pinto \| Portugal \| LA Aluminios-Metalusa-BlackJack \| + 29 s \| \| 7e \| Jan Tratnik \| Slovénie \| CCC Sprandi Polkowice \| + 29 s \| \| 8e \| Garikoitz Bravo \| Espagne \| Euskadi Basque Country-Murias \| + 29 s \| \| 9e \| Logan Owen \| États-Unis \| Axeon-Hagens Berman \| + 29 s \| \| 10e \| Jhonatan Narváez \| Équateur \| Axeon-Hagens Berman \| + 29 s \| |                   |            |                                 |                  |
| |                   |            |                                 |                  |
| |                   |            |                                 |                  |
| Classement général |                   |            |                                 |                  |
| Coureur | Coureur           | Pays       | Équipe                          | Temps            |
| 1er | Carlos Barbero    | Espagne    | Movistar Team                   | 16 h 22 min 13 s |
| 2e | Rinaldo Nocentini | Italie     | Sporting-Tavira                 | + 17 s           |
| 3e | Jasper de Laat    | Pays-Bas   | Metec-TKH-Mantel                | + 23 s           |
| 4e | Krister Hagen     | Norvège    | Team Coop                       | + 26 s           |
| 5e | Eddie Dunbar      | Irlande    | Axeon-Hagens Berman             | + 27 s           |
| 6e | Edgar Pinto       | Portugal   | LA Aluminios-Metalusa-BlackJack | + 29 s           |
| 7e | Jan Tratnik       | Slovénie   | CCC Sprandi Polkowice           | + 29 s           |
| 8e | Garikoitz Bravo   | Espagne    | Euskadi Basque Country-Murias   | + 29 s           |
| 9e | Logan Owen        | États-Unis | Axeon-Hagens Berman             | + 29 s           |
| 10e | Jhonatan Narváez  | Équateur   | Axeon-Hagens Berman             | + 29 s           |

### 5eétape
| \| Classement de l'étape \| Classement de l'étape \| Classement de l'étape \| Classement de l'étape \| Classement de l'étape \| \| Coureur \| Coureur \| Pays \| Équipe \| Temps \| \| --------------------- \| --------------------- \| --------------------- \| ---------------------- \| --------------------- \| \| 1er \| Sebastián Molano \| Colombie \| Manzana Postobón \| 4 h 05 min 50 s \| \| 2e \| Christopher Lawless \| Royaume-Uni \| Axeon-Hagens Berman \| + 0 s \| \| 3e \| Dylan Page \| Suisse \| Caja Rural-Seguros RGA \| + 0 s \| \| 4e \| Jhonatan Narváez \| Équateur \| Axeon-Hagens Berman \| + 3 s \| \| 5e \| Carlos Barbero \| Espagne \| Movistar Team \| + 3 s \| \| 6e \| Rinaldo Nocentini \| Italie \| Sporting-Tavira \| + 3 s \| \| 7e \| Samuel Caldeira \| Portugal \| W52-FC Porto \| + 3 s \| \| 8e \| Jan Tratnik \| Slovénie \| CCC Sprandi Polkowice \| + 3 s \| \| 9e \| Krister Hagen \| Norvège \| Team Coop \| + 3 s \| \| 10e \| Evgeny Shalunov \| Russie \| Gazprom-RusVelo \| + 3 s \| |                     |             |                        |                 |
| |                     |             |                        |                 |
| |                     |             |                        |                 |
| Classement de l'étape |                     |             |                        |                 |
| Coureur | Coureur             | Pays        | Équipe                 | Temps           |
| 1er | Sebastián Molano    | Colombie    | Manzana Postobón       | 4 h 05 min 50 s |
| 2e | Christopher Lawless | Royaume-Uni | Axeon-Hagens Berman    | + 0 s           |
| 3e | Dylan Page          | Suisse      | Caja Rural-Seguros RGA | + 0 s           |
| 4e | Jhonatan Narváez    | Équateur    | Axeon-Hagens Berman    | + 3 s           |
| 5e | Carlos Barbero      | Espagne     | Movistar Team          | + 3 s           |
| 6e | Rinaldo Nocentini   | Italie      | Sporting-Tavira        | + 3 s           |
| 7e | Samuel Caldeira     | Portugal    | W52-FC Porto           | + 3 s           |
| 8e | Jan Tratnik         | Slovénie    | CCC Sprandi Polkowice  | + 3 s           |
| 9e | Krister Hagen       | Norvège     | Team Coop              | + 3 s           |
| 10e | Evgeny Shalunov     | Russie      | Gazprom-RusVelo        | + 3 s           |

## Classements finals

### Classement général final
| \| Classement général \| Classement général \| Classement général \| Classement général \| Classement général \| \| Coureur \| Coureur \| Pays \| Équipe \| Temps \| \| ------------------ \| ------------------ \| ------------------ \| ------------------------------- \| ------------------ \| \| 1er \| Carlos Barbero \| Espagne \| Movistar Team \| 20 h 28 min 04 s \| \| 2e \| Rinaldo Nocentini \| Italie \| Sporting-Tavira \| + 16 s \| \| 3e \| Jasper de Laat \| Pays-Bas \| Metec-TKH-Mantel \| + 25 s \| \| 4e \| Krister Hagen \| Norvège \| Team Coop \| + 28 s \| \| 5e \| Eddie Dunbar \| Irlande \| Axeon-Hagens Berman \| + 29 s \| \| 6e \| Logan Owen \| États-Unis \| Axeon-Hagens Berman \| + 30 s \| \| 7e \| Edgar Pinto \| Portugal \| LA Aluminios-Metalusa-BlackJack \| + 31 s \| \| 8e \| Jan Tratnik \| Slovénie \| CCC Sprandi Polkowice \| + 31 s \| \| 9e \| Garikoitz Bravo \| Espagne \| Euskadi Basque Country-Murias \| + 31 s \| \| 10e \| Jhonatan Narváez \| Équateur \| Axeon-Hagens Berman \| + 31 s \| |                   |            |                                 |                  |
| |                   |            |                                 |                  |
| Source : ProCyclingStats |                   |            |                                 |                  |
| Classement général |                   |            |                                 |                  |
| Coureur | Coureur           | Pays       | Équipe                          | Temps            |
| 1er | Carlos Barbero    | Espagne    | Movistar Team                   | 20 h 28 min 04 s |
| 2e | Rinaldo Nocentini | Italie     | Sporting-Tavira                 | + 16 s           |
| 3e | Jasper de Laat    | Pays-Bas   | Metec-TKH-Mantel                | + 25 s           |
| 4e | Krister Hagen     | Norvège    | Team Coop                       | + 28 s           |
| 5e | Eddie Dunbar      | Irlande    | Axeon-Hagens Berman             | + 29 s           |
| 6e | Logan Owen        | États-Unis | Axeon-Hagens Berman             | + 30 s           |
| 7e | Edgar Pinto       | Portugal   | LA Aluminios-Metalusa-BlackJack | + 31 s           |
| 8e | Jan Tratnik       | Slovénie   | CCC Sprandi Polkowice           | + 31 s           |
| 9e | Garikoitz Bravo   | Espagne    | Euskadi Basque Country-Murias   | + 31 s           |
| 10e | Jhonatan Narváez  | Équateur   | Axeon-Hagens Berman             | + 31 s           |

### Classements annexes
| Classement par points | Classement par points | Classement par points | Classement par points | Classement par points |
| Coureur               | Coureur               | Pays                  | Équipe                | Points                |
| --------------------- | --------------------- | --------------------- | --------------------- | --------------------- |

| Classement par points | Classement par points | Classement par points | Classement par points | Classement par points |
| Coureur               | Coureur               | Pays                  | Équipe                | Points                |
| --------------------- | --------------------- | --------------------- | --------------------- | --------------------- |

| Classement du meilleur jeune | Classement par équipes |

### UCI Europe Tour
Ce Tour de l'Alentejo attribue des points pour l'UCI Europe Tour 2017, y compris aux coureurs faisant partie d'une équipe ayant un label WorldTeam. De plus la course donne le même nombre de points individuellement à tous les coureurs pour le Classement mondial UCI 2017.
| Position,          | 1er | 2e | 3e | 4e | 5e | 6e | 7e | 8e | 9e | 10e | 11e | 12e | 13e à 15e | 16e à 25e |
| Classement général | 125 | 85 | 70 | 60 | 50 | 40 | 35 | 30 | 25 | 20  | 15  | 10  | 5         | 3         |
| Par étape          | 14  | 5  | 3  |    |    |    |    |    |    |     |     |     |           |           |
| Leader, par étape  | 3   |    |    |    |    |    |    |    |    |     |     |     |           |           |

## Liste des participants
| W52-FC Porto W52    | W52-FC Porto W52           | W52-FC Porto W52 |
| ------------------- | -------------------------- | ---------------- |
| Num                 | Coureur                    | Pos              |
| 1                   | Gustavo César Veloso (ESP) | 95e              |
| 2                   | Samuel Caldeira (POR)      | 81e              |
| 3                   | Ángel Sánchez (ESP)        | 123e             |
| 4                   | Jacobo Ucha (ESP)          | 126e             |
| 5                   | Juan Ignacio Pérez (ESP)   | 131e             |
| 6                   | Ricardo Mestre (POR)       | 26e              |
| 7                   | Daniel Freitas (POR)       | 70e              |
| 8                   | Joaquim Silva (POR)        | 29e              |
| Directeur sportif : |                            |                  |

| Rádio Popular-Boavista BOA | Rádio Popular-Boavista BOA | Rádio Popular-Boavista BOA |
| -------------------------- | -------------------------- | -------------------------- |
| Num                        | Coureur                    | Pos                        |
| 11                         | Domingos Gonçalves (POR)   | 44e                        |
| 12                         | Rui Sousa (POR)            | 90e                        |
| 13                         | Filipe Cardoso (POR)       | 88e                        |
| 14                         | Luís Gomes (POR)           | 14e                        |
| 15                         | Víctor Etxeberria (ESP)    | 31e                        |
| 16                         | Xuban Errazkin (ESP)       | 79e                        |
| 17                         | David Rodrigues (POR)      | 51e                        |
| 18                         | João Benta (POR)           | 50e                        |
| Directeur sportif :        |                            |                            |

| LA Aluminios-Metalusa-BlackJack LAA | LA Aluminios-Metalusa-BlackJack LAA | LA Aluminios-Metalusa-BlackJack LAA |
| ----------------------------------- | ----------------------------------- | ----------------------------------- |
| Num                                 | Coureur                             | Pos                                 |
| 21                                  | Edgar Pinto (POR)                   | 7e                                  |
| 22                                  | César Fonte (POR)                   | 17e                                 |
| 23                                  | Luís Afonso (POR)                   | AB-4                                |
| 24                                  | João Matias (POR)                   | 127e                                |
| 25                                  | Zulmiro Magalhães (POR)             | HD-3                                |
| 26                                  | Samuel Blanco (ESP)                 | AB-2                                |
| 27                                  | Antonio Angulo (ESP)                | 24e                                 |
| 28                                  | Hugo Sancho (POR)                   | 115e                                |
| Directeur sportif :                 |                                     |                                     |

| Efapel EFP          | Efapel EFP              | Efapel EFP |
| ------------------- | ----------------------- | ---------- |
| Num                 | Coureur                 | Pos        |
| 31                  | Sérgio Paulinho (POR)   | 30e        |
| 32                  | Daniel Mestre (POR)     | 18e        |
| 33                  | Rafael Silva (POR)      | 12e        |
| 34                  | Henrique Casimiro (POR) | 64e        |
| 35                  | Bruno Silva (POR)       | 68e        |
| 36                  | António Barbio (POR)    | 120e       |
| 37                  | Álvaro Trueba (ESP)     | 35e        |
| 38                  | Mateo García (COL)      | 43e        |
| Directeur sportif : |                         |            |

| Sporting-Tavira STA | Sporting-Tavira STA        | Sporting-Tavira STA |
| ------------------- | -------------------------- | ------------------- |
| Num                 | Coureur                    | Pos                 |
| 41                  | Rinaldo Nocentini (ITA)    | 2e                  |
| 42                  | Jesús Ezquerra (ESP)       | 58e                 |
| 43                  | Mario González Salas (ESP) | 62e                 |
| 44                  | Óscar González Brea (ESP)  | 119e                |
| 45                  | Alejandro Marque (ESP)     | 13e                 |
| 46                  | Shaun-Nick Bester (RSA)    | 74e                 |
| 47                  | Frederico Figueiredo (POR) | 28e                 |
| 48                  | Fábio Silvestre (POR)      | 89e                 |
| Directeur sportif : |                            |                     |

| Louletano-Hospital de Loulé LHL | Louletano-Hospital de Loulé LHL | Louletano-Hospital de Loulé LHL |
| ------------------------------- | ------------------------------- | ------------------------------- |
| Num                             | Coureur                         | Pos                             |
| 51                              | Raúl García de Mateos (ESP)     | 117e                            |
| 52                              | Rui Rodrigues (POR)             | 122e                            |
| 53                              | Luís Mendonça (POR)             | 56e                             |
| 54                              | André Evangelista (POR)         | 125e                            |
| 55                              | Pedro Paulinho (POR)            | 113e                            |
| 56                              | Óscar Hernández (ESP)           | 71e                             |
| 57                              | David de la Fuente (ESP)        | 20e                             |
| 58                              | João Letras (POR)               | HD-3                            |
| Directeur sportif :             |                                 |                                 |

| Movistar MOV        | Movistar MOV                             | Movistar MOV |
| ------------------- | ---------------------------------------- | ------------ |
| Num                 | Coureur                                  | Pos          |
| 61                  | Andrey Amador (CRC)                      | 19e          |
| 62                  | Carlos Barbero (ESP)                     | 1er          |
| 63                  | Nuno Bico (POR)                          | 132e         |
| 64                  | Richard Carapaz (ECU)                    | 101e         |
| 65                  | Héctor Carretero (ESP)                   | 133e         |
| 66                  | Adriano Malori (ITA)                     | AB-1         |
| 67                  | Nélson Oliveira (POR) (Contre-la-Montre) | 36e          |
| 68                  | Antonio Pedrero (ESP)                    | 98e          |
| Directeur sportif : |                                          |              |

| Axeon-Hagens Berman AHB | Axeon-Hagens Berman AHB   | Axeon-Hagens Berman AHB |
| ----------------------- | ------------------------- | ----------------------- |
| Num                     | Coureur                   | Pos                     |
| 71                      | William Barta (USA)       | 49e                     |
| 72                      | Adrien Costa (USA)        | 11e                     |
| 73                      | Edward Dunbar (IRL)       | 5e                      |
| 74                      | Christopher Lawless (GBR) | 96e                     |
| 75                      | Jhonatan Narváez (ECU)    | 10e                     |
| 76                      | Ivo Oliveira (POR)        | 34e                     |
| 77                      | Logan Owen (USA)          | 6e                      |
| 78                      | Neilson Powless (USA)     | 27e                     |
| Directeur sportif :     |                           |                         |

| Manzana Postobón MZN | Manzana Postobón MZN     | Manzana Postobón MZN |
| -------------------- | ------------------------ | -------------------- |
| Num                  | Coureur                  | Pos                  |
| 81                   | Ricardo Vilela (POR)     | 47e                  |
| 82                   | Antonio Piedra (ESP)     | 42e                  |
| 83                   | Aldemar Reyes (COL)      | 15e                  |
| 84                   | Hernán Aguirre (COL)     | 40e                  |
| 85                   | Sebastián Molano (COL)   | 75e                  |
| 86                   | Hernando Bohórquez (COL) | 21e                  |
| 87                   | Jetse Bol (NED)          | 16e                  |
| 88                   | Juan Felipe Osorio (COL) | 37e                  |
| Directeur sportif :  |                          |                      |

| Israel Cycling Academy ICA | Israel Cycling Academy ICA | Israel Cycling Academy ICA |
| -------------------------- | -------------------------- | -------------------------- |
| Num                        | Coureur                    | Pos                        |
| 91                         | Dan Craven (NAM)           | 129e                       |
| 92                         | José Manuel Díaz (ESP)     | 77e                        |
| 93                         | Krists Neilands (LAT)      | AB-3                       |
| 94                         | Luis Lemus (MEX) (Route)   | 100e                       |
| 95                         | Roy Goldstein (ISR)        | 85e                        |
| 96                         | Guy Sagiv (ISR) (Route)    | 78e                        |
| 97                         | Daniel Turek (CZE)         | 32e                        |
| 98                         | Jason Lowndes (AUS)        | 107e                       |
| Directeur sportif :        |                            |                            |

| Sparebanken Sør TSS | Sparebanken Sør TSS     | Sparebanken Sør TSS |
| ------------------- | ----------------------- | ------------------- |
| Num                 | Coureur                 | Pos                 |
| 101                 | Fridtjof Røinås (NOR)   | AB-1                |
| 102                 | Andreas Vangstad (NOR)  | 38e                 |
| 103                 | Petter Theodorsen (NOR) | NP-5                |
| 104                 | Eirik Bruland (NOR)     | 128e                |
| 105                 | Trond Trondsen (NOR)    | 45e                 |
| 106                 | Andreas Erland (NOR)    | 87e                 |
| 107                 | Kristian Aasvold (NOR)  | 22e                 |
| 108                 |                         |                     |
| Directeur sportif : |                         |                     |

| Coop TCO            | Coop TCO                   | Coop TCO |
| ------------------- | -------------------------- | -------- |
| Num                 | Coureur                    | Pos      |
| 111                 | Krister Hagen (NOR)        | 4e       |
| 112                 | August Jensen (NOR)        | NP-2     |
| 113                 | Øivind Lukkedahl (NOR)     | 73e      |
| 114                 | Haavard Blikra (NOR)       | AB-2     |
| 115                 | Philip Lindau (SWE)        | 52e      |
| 116                 | Ole André Austevoll (NOR)  | 109e     |
| 117                 | Fredrik Strand Galta (NOR) | NP-5     |
| 118                 | Even Rege (NOR)            | 121e     |
| Directeur sportif : |                            |          |

| Euskadi Basque Country-Murias EUS | Euskadi Basque Country-Murias EUS | Euskadi Basque Country-Murias EUS |
| --------------------------------- | --------------------------------- | --------------------------------- |
| Num                               | Coureur                           | Pos                               |
| 121                               | Garikoitz Bravo (ESP)             | 9e                                |
| 122                               | Ander Barrenetxea (ESP)           | 110e                              |
| 123                               | Aitor González Prieto (ESP)       | 41e                               |
| 124                               | Adrián González (ESP)             |                                   |
| 125                               | Mikel Bizkarra (ESP)              | 61e                               |
| 126                               | Mikel Iturria (ESP)               | 116e                              |
| 127                               | Pello Olaberria (ESP)             | 83e                               |
| 128                               | Julen Irizar (ESP)                | 63e                               |
| Directeur sportif :               |                                   |                                   |

| Gazprom-RusVelo GAZ | Gazprom-RusVelo GAZ   | Gazprom-RusVelo GAZ |
| ------------------- | --------------------- | ------------------- |
| Num                 | Coureur               | Pos                 |
| 131                 | Anton Vorobyev (RUS)  | 130e                |
| 132                 | Roman Maikin (RUS)    | AB-3                |
| 133                 | Igor Boev (RUS)       | 111e                |
| 134                 | Artem Nych (RUS)      | 60e                 |
| 135                 | Evgeny Shalunov (RUS) | 53e                 |
| 136                 | Sergey Nikolaev (RUS) | 25e                 |
| 137                 | Ildar Arslanov (RUS)  | 54e                 |
| 138                 | Alexey Rybalkin (RUS) | 124e                |
| Directeur sportif : |                       |                     |

| Rally RLY           | Rally RLY             | Rally RLY |
| ------------------- | --------------------- | --------- |
| Num                 | Coureur               | Pos       |
| 141                 | Rob Britton (CAN)     | 48e       |
| 142                 | Matteo Dal-Cin (CAN)  | 112e      |
| 143                 | Adam de Vos (CAN)     | 66e       |
| 144                 | Evan Huffman (USA)    | 97e       |
| 145                 | Colin Joyce (USA)     | NP-4      |
| 146                 | Brandon McNulty (USA) | NP-4      |
| 147                 | Pierrick Naud (CAN)   | 102e      |
| 148                 | Danny Pate (USA)      | 57e       |
| Directeur sportif : |                       |           |

| An Post-ChainReaction SKT | An Post-ChainReaction SKT      | An Post-ChainReaction SKT |
| ------------------------- | ------------------------------ | ------------------------- |
| Num                       | Coureur                        | Pos                       |
| 151                       | Jonas Bokeloh (GER)            | 82e                       |
| 152                       | Davy Gunst (NED)               | 76e                       |
| 153                       | Adam Jamieson (CAN)            | 118e                      |
| 154                       | Conor Hennebry (IRL)           | 105e                      |
| 155                       | Jacob Scott (GBR)              | 114e                      |
| 156                       | Przemysław Kasperkiewicz (POL) | 23e                       |
| 157                       | Bas Tietema (NED)              | 103e                      |
| 158                       | Sean McKenna (IRL)             | 106e                      |
| Directeur sportif :       |                                |                           |

| Caja Rural-Seguros RGA CJR | Caja Rural-Seguros RGA CJR  | Caja Rural-Seguros RGA CJR |
| -------------------------- | --------------------------- | -------------------------- |
| Num                        | Coureur                     | Pos                        |
| 161                        | Eduard Prades (ESP)         | AB-3                       |
| 162                        | Fabricio Ferrari (URU)      | 33e                        |
| 163                        | Lluís Mas (ESP)             | 91e                        |
| 164                        | Diego Rubio Hernández (ESP) | 55e                        |
| 165                        | Justin Oien (USA)           | 104e                       |
| 166                        | Nick Schultz (AUS)          | 46e                        |
| 167                        | Dylan Page (SUI)            | 69e                        |
| 168                        |                             |                            |
| Directeur sportif :        |                             |                            |

| Metec-TKH-Mantel MET | Metec-TKH-Mantel MET  | Metec-TKH-Mantel MET |
| -------------------- | --------------------- | -------------------- |
| Num                  | Coureur               | Pos                  |
| 171                  | Johim Ariesen (NED)   | 72e                  |
| 172                  | Dylan Bouwmans (NED)  | 92e                  |
| 173                  | Tijmen Eising (NED)   | 108e                 |
| 174                  | Jasper Hamelink (NED) | 84e                  |
| 175                  | Stef Krul (NED)       | 99e                  |
| 176                  | Jasper de Laat (NED)  | 3e                   |
| 177                  | Jim Lindenburg (NED)  | 39e                  |
| 178                  | Bob Olieslagers (NED) | 80e                  |
| Directeur sportif :  |                       |                      |

| CCC Sprandi Polkowice CCC | CCC Sprandi Polkowice CCC | CCC Sprandi Polkowice CCC |
| ------------------------- | ------------------------- | ------------------------- |
| Num                       | Coureur                   | Pos                       |
| 181                       | Alan Banaszek (POL)       | AB-3                      |
| 182                       | Piotr Brożyna (POL)       | 59e                       |
| 183                       | Jan Hirt (CZE)            | 65e                       |
| 184                       | Kamil Małecki (POL)       | 67e                       |
| 185                       | Marcin Mrożek (POL)       | 93e                       |
| 186                       | Michal Schlegel (CZE)     | AB-2                      |
| 187                       | Mateusz Taciak (POL)      | 94e                       |
| 188                       | Jan Tratnik (SLO) (Route) | 8e                        |
| Directeur sportif :       |                           |                           |